# Ohio (canzone)
"Ohio" è una canzone del musical di Broadway del 1953 Wonderful Town, cantata dai protagonisti Ruth ed Eileem, che lamentano il fatto di aver lasciato l'Ohio per New York City.

## Descrizione
Il testo è incentrato sulla frase in rima "Perché, oh, perché, oh, perché, oh/perché ho mai lasciato l'Ohio?"
La canzone presenta una sezione di parole pronunciate nel mezzo, dove le ragazze ricordano tutte le cose che odiavano dell'Ohio che le hanno spinte ad andarsene nel loro luogo di prima, che termina con la frase cantata "Grazie al cielo siamo liberi!" prima di tornare al testo del titolo.
È stato scritto da Leonard Bernstein, Betty Comden e Adolph Green.
Nella produzione originale di Broadway del 1953, la canzone è stata eseguita da Rosalind Russell e Edith Adams (in duetto).

## Altre incisioni
Bing Crosby registrò la canzone il 9 febbraio 1953 con John Scott Trotter e la sua orchestra.
Una registrazione degna di nota della canzone è stata fatta da Doris Day come parte dei suoi album, Show Time (1960) e My Heart (2011).
Un'ulteriore pubblicazione degna di nota è stata nel novembre 2010, quando è stata cantata da Jane Lynch nei panni di Sue Sylvester e Carol Burnett nei panni di sua madre Doris nello show televisivo statunitense Glee, che si svolge a Lima, Ohio. La sezione originale di parole pronunciate viene sostituita da una nuova lirica sui genitori di Sue che la abbandonano per dare la caccia ai nazisti.